# Виставка прощення
Виставка прощення — американський незалежний драматичний фільм 2024 року режисера Тітуса Кафара. У фільмі зіграли Андре Холланд, Андра Дей, Джон Ерл Джелкс і Онжаню Елліс-Тейлор .
Прем’єра фільму відбулася на кінофестивалі «Санденс» 20 січня 2024 року та вийшла в прокат у США 18 жовтня 2024 року.

## Сюжет
Успішний художник Таррелл одружений на співачці Аіші. Подружжя має сина і живе щасливим життям. Таррелл намагається переконати свою стару матір, Джойс, переїхати ближче до нього, щоб він міг піклуватися про неї. Вона не поспішає робити це, тому Таррелл їде до неї, щоб допомогти зібратися для переїзду. Джойс, в свою чергу, намагається добитися зближення Таррелла і його батька, але це непросто через травматичні стосунки в минулому.

## У ролях
- Андре Холланд — Таррелл
- Андра Дей — Айша
- Онжаню Елліс-Тейлор — Джойс
- Джон Ерл Джелкс — Ла'Рон
- Ієн Форман — молодий Таррелл
- Деніел Майкл Бар'єр в ролі Джермейна
- Меттью Елам — Квентін
- Джеймі Рей Ньюман у ролі Джанін

## Реліз
Прем'єра фільму відбулася в конкурсі драм США на кінофестивалі Sundance 20 січня 2024 року.  У квітні 2024 року американська компанія Roadside Attractions придбала права на розповсюдження фільму, плануючи випустити його в кінотеатрах восени 2024 року.  18 жовтня 2024 року фільм розпочався в обмеженому прокаті в кінотеатрах США. 

## Сприйняття
Критик Ґардіан Бенджамін Лі описав фільм як «емоційно гостру драму, яка має резонувати з тими, кому також довелося зіткнутися зі складним рівнянням радикального прощення».  Оуен Глейберман з Вараєті писав: «Виставка прощення дарує вам нотку надії, але це не зовсім гарний фільм. Це фільм, який відчуває реальність, драма, яка хоче обпекти. У цьому його тиха сила». 

## Нагороди та номінації
| Премія                                           | Дата ццеремонії | Номінація                                          | Номінант                           | Результат | Прим.  |
| ------------------------------------------------ | --------------- | -------------------------------------------------- | ---------------------------------- | --------- | ------ |
| African-American Film Critics Association Awards | 19 лютого 2025  | Top 10 Films of the Year                           | Виставка прощення                  | 9th Place | [ 8 ]  |
| African-American Film Critics Association Awards | 19 лютого 2025  | Best Original Song                                 | "Bricks" Андра Дей та Йхерек Бішоф | Перемога  | [ 8 ]  |
| Black Reel Awards                                | 10 лютого 2025  | Outstanding Film                                   | Виставка прощення                  | Номінація | [ 9 ]  |
| Black Reel Awards                                | 10 лютого 2025  | Outstanding Director                               | Тітус Кафар                        | Номінація | [ 9 ]  |
| Black Reel Awards                                | 10 лютого 2025  | Outstanding Screenplay                             | Тітус Кафар                        | Номінація | [ 9 ]  |
| Black Reel Awards                                | 10 лютого 2025  | Outstanding First Screenplay                       | Тітус Кафар                        | Номінація | [ 9 ]  |
| Black Reel Awards                                | 10 лютого 2025  | Outstanding Emerging Director                      | Тітус Кафар                        | Номінація | [ 9 ]  |
| Black Reel Awards                                | 10 лютого 2025  | Outstanding Lead Performance                       | Андре Холланд                      | Номінація | [ 9 ]  |
| Black Reel Awards                                | 10 лютого 2025  | Outstanding Supporting Performance                 | Онжаню Елліс-Тейлор                | Номінація | [ 9 ]  |
| Black Reel Awards                                | 10 лютого 2025  | Outstanding Ensemble                               | Kim Coleman                        | Номінація | [ 9 ]  |
| Black Reel Awards                                | 10 лютого 2025  | Outstanding Original Song                          | "Bricks" Андра Дей та Йхерек Бішоф | Номінація | [ 9 ]  |
| NAACP Image Awards                               | 22 лютого 2025  | Outstanding Independent Motion Picture             | Виставка прощення                  | Номінація | [ 10 ] |
| NAACP Image Awards                               | 22 лютого 2025  | Outstanding Breakthrough Creative (Motion Picture) | Тітус Кафар                        | Номінація | [ 10 ] |
| NAACP Image Awards                               | 22 лютого 2025  | Outstanding Writing in a Motion Picture            | Тітус Кафар                        | Номінація | [ 10 ] |
| NAACP Image Awards                               | 22 лютого 2025  | Outstanding Cinematography in a Feature Film       | Lachlan Milne                      | Номінація | [ 10 ] |
| NAACP Image Awards                               | 22 лютого 2025  | Outstanding Supporting Actress in a Motion Picture | Онжаню Елліс-Тейлор                | Номінація | [ 10 ] |
| NAACP Image Awards                               | 22 лютого 2025  | Outstanding Actor in a Motion Picture              | Андре Холланд                      | Номінація | [ 10 ] |
| Sundance Film Festival                           | 18 лютого 2024  | Grand Jury Prize - U.S. Dramatic Competition       | Виставка прощення                  | Номінація | [ 11 ] |
| Washington D.C. Area Film Critics Association    | 8 грудня 2024   | Best Youth Performance                             | Ієн Форман                         | Номінація | [ 12 ] |